# Én vétkem (film, 2023)
Az Én vétkem (spanyolul: Culpa mía) egy 2023-as spanyol romantikus drámafilm, amelyet Domingo González rendező rendezői debütálásában, Nicole Wallace és Gabriel Guevara főszereplésével készített. A film Mercedes Ron azonos című Wattpad-története alapján készült.

## Történet
Noah édesanyjával, Rafaellával együtt elhagyja városát, hátrahagyva barátját, Dant és barátait, hogy beköltözzön anyja új férjének, William Leisternek a kastélyába. Megismerkedik mostohatestvérével, Nickkel, és elkezdik gyűlölni egymást. William vacsorát szervez, hogy az egész család megismerje egymást. Nick és Noah a vacsora során összecsap egymással. Noah azt is megtudja, hogy Nick szörfbajnok, jogot tanul és dohányzik is, amiről apja és Rafaella nem tud. Nick a vacsora felénél elmegy dolgozni. Noah közli, hogy ő is elmegy, ezért William és Rafaella megkérik Nicket, hogy vigye haza Noah-t, mert a munkája útba esik, amibe a férfi vonakodva beleegyezik.
Nick és Noah újabb veszekedésbe keveredik, aminek az lesz a vége, hogy Nick az út közepén dobja ki Noah-t. Noah-t később Mario, Nick barátja veszi fel, és megtudja, hogy Nick valójában egy partin van. A partin Noah megtudja, hogy Nick egy playboy, aki rengeteg lánnyal lóg. Megismerkedik Jennával, annak barátjával, Lionnal és Nick barátnőjével, Annával. Noah és Jenna hamar összebarátkoznak.
A buli alatt Ronnie barátja, Tipo megpróbálja megdobni Noah-t egy itallal. Nick közbelép, megmenti Noah-t, és hazaviszi. Miközben Noah a hatása alatt szundikál, azt álmodja, hogy az anyját megtámadja valaki. Nick eközben Noah telefonjával üzeneteket küld az anyjának, hogy Jennával van, és filmet néz, és hogy rendezte a Nickkel kapcsolatos problémáit. Később rájön, hogy Nick is autóversenyzéssel foglalkozik.
Noah és Jenna pont akkor sétál be a versenyre, amikor Nick indulni készül. Bár Nick először zavart, de végül belenyugszik, és megnyeri a versenyt. Noah is meglepi Jennát és Liont, hogy tud egy-két dolgot a versenyzésről, bár azt nem magyarázza meg, honnan tudja. Lion is megnyeri a versenyét. Noah kap egy képet, amin Dan megcsókolja a legjobb barátnőjét, Bettyt, ami miatt megcsókolja Leonardót, és megpróbálja lefotózni. Nick közbelép, és megkéri, hogy távozzon. Mivel a lány hajthatatlan, Nick megcsókolja és lefotózza neki, majd azzal távozik, hogy megkéri, maradjon a kocsiban, amíg Jenna érte nem jön. Noah véletlenül beindítja a kocsit, és mivel a kocsi a rajtvonalban volt, a következő versenyzővel kellett versenyeznie - aki történetesen Ronnie. Bár Ronnie csalt, Noah-nak sikerült legyőznie őt.
Ronnie azt mondja, hogy Nicknek kellett volna versenyeznie, és hogy csaltak, így ő a győztes. Így Nicknek ki kell fizetnie neki 15 000 eurót és a Porschét, amit vezetett. Nick és Ronnie veszekedni kezdenek, ami hamarosan bandaharcba torkollik. Nick észreveszi, hogy Noah kényelmetlenül érzi magát. Jenna és Lion felveszi őt Nick autójával. Nick csatlakozik hozzájuk, és elhajtanak. Nick távol tartja magát a céges gálától, amit az apja szervez. A gála után Nick hazajön, és szenvedélyesen megcsókolja Noah-t a közös szobában.
Rafaella megérzi, hogy Noah zaklatott, és elhozza Dant az otthonukba. Noah elkezd érzelmeket táplálni Nick iránt, ezért távol tartja Dant. Nick végül ismét ökölharcba keveredik Ronnie-val, és zúzódásokkal tér haza. Noah ellátja Nick sebeit, és újra megcsókolják egymást. Nick, Noah, Jenna, Lion, Mario és Anna randira mennek, ami egy bunyós klubban végződik, ahol Nick verekszik. Nick és Noah végül szakítanak, mert Noah fél a sok erőszakos dologtól, ami az életében volt.
Noé folyamatosan üzeneteket kap valakitől, aki bosszúra vár. Noah összekeveri Dannel, de valójában az elhidegült apja, Jonás az, akiről azt mondta, hogy meghalt. Jonás versenyző volt, és Noah ezért tud olyan sokat a versenyzésről. Jonás a börtöntársát, Ronnie-t használta fel arra, hogy bosszúból utolérje Rafaellát és Noah-t. William tudomást szerez erről, és megkéri Nicket, hogy tartsa szemmel Noah-t. Nick megmenti Noah-t Annától, miután bezárta a szekrénybe, és hazaviszi. William tudomást szerez a Nick és Noah közötti tiltott kapcsolatról. Nicknek van egy másik féltestvére is az anyai ágról, Maggie.
Nick és Noah úgy döntenek, hogy véget vetnek a kapcsolatuknak, mert a szüleik nem fogadják el. Végül azonban csak egy tengerparton szexelnek. Később Noah-t elrabolja Ronnie, Jonás parancsára. William és Rafaella a feljegyzésekből megtudják, hogy Jonás áll emögött. Jonás felhívja Rafaellát, és 1 millió eurót kér készpénzben. William és Rafaella elmennek a cserére, a rendőrséggel együtt. Nick bejön, és a Porschéjában lévő biztosítási nyomkövető segítségével megtalálja a rejtekhely helyét. Jonás tudomást szerez erről, és üldözés kezdődik, ahol Noah vezeti a Porschét, ahol Jonás túszként tartotta fogva. Nick követi őket egy felügyelővel az autójában. Az üldözés azzal végződik, hogy a felügyelő megöli Jónást. Nick és Noah kapcsolatot kezdenek egymással, és Rafaella, miután erről tudomást szerez, arra kéri Williamet, hogy ezt mindenáron akadályozza meg.

## Szereplők
| Szereplő        | Színész         | Magyar hang   |
| --------------- | --------------- | ------------- |
| Noah            | Nicole Wallace  | Laudon Andrea |
| Nick            | Gabriel Guevara | Czető Roland  |
| Rafaella        | Marta Hazas     |               |
| William Leister | Iván Sánchez    |               |
| Jenna           | Eva Ruiz        |               |
| Lion            | Victor Varona   |               |
| Ronnie          | Fran Berenguer  |               |
| Jonás           | Iván Massagué   | Kőszegi Ákos  |

## Film készítése
A film Mercedes Ron Culpa mía című Wattpad-történetén alapul, amelyet később a Penguin Random House által kiadott könyvtrilógiává bővítettek. A film a Pokeepsie Films (Álex de la Iglesia és Carolina Bang) produkciója. A Costa del Solon többek között Torremolinos, Manilva és Marbella volt a forgatási helyszín.

## Kiadás
A film 2023. június 8-án debütált az Amazon Prime Video-n. Az Amazon Prime Video szerint a film állítólag a legjobb háromnapos nyitó nézettségi adatokat érte el a szolgáltatás történetében minden nem angol nyelvű helyi eredetinek.

## Fogadtatás
Lucas Hill-Paul a Daily Expresstől 5 csillagból 2-re értékelte a filmet, mivel úgy vélte, hogy ez lehet „a Prime Video eddigi leggiccsesebb vállalkozása, de legalább egy öntudatos kikacsintással és két szerethető főszereplővel érkezik.” John Serba a Decider.com-tól negatív kritikát adott a filmről, mivel úgy vélte, hogy ez „egy szörnyű film”, a karakterek pedig egyébként „ízléstelenek és kezdetlegesek”.
A film 2023-ban az Amazon Prime Video legnépszerűbb filmje lett világszerte. 2024-ben is a top 5-ben maradt, később pedig a 4. legnépszerűbb film lett a Prime-on.

## Fordítás
Ez a szócikk részben vagy egészben  a   My Fault (film) című angol Wikipédia-szócikk ezen változatának fordításán alapul.  Az eredeti cikk szerkesztőit annak laptörténete sorolja fel. Ez a jelzés csupán a megfogalmazás eredetét és a szerzői jogokat jelzi, nem szolgál a cikkben szereplő információk forrásmegjelöléseként.